# Afterlives

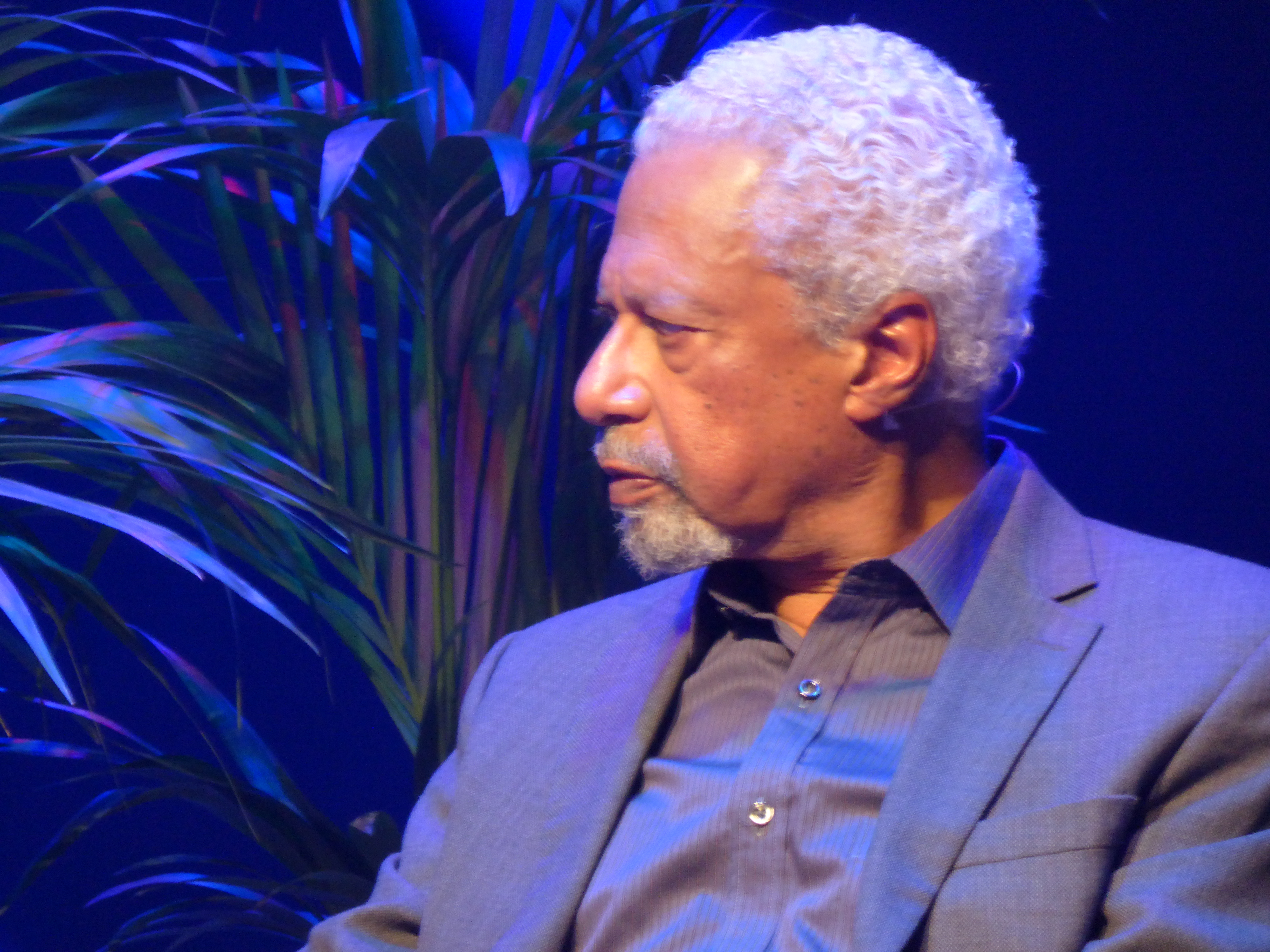
Abdulrazak Gurnah

Afterlives, Nederlandse titel Hiernamaals, is een Engelstalige historische roman uit 2020 van de Tanzaniaans-Britse schrijver Abdulrazak Gurnah. Het was de tiende en laatste roman die hij publiceerde voordat hem in 2021 de Nobelprijs voor Literatuur werd toegekend. De roman speelt zich af in Tanzania en geeft de gevolgen weer van het kolonialisme en zijn tegenstrijdige pretenties, beginnend in de tijd van de Duitse kolonisering en eindigend in de eerste jaren van de onafhankelijkheid. 
Afterlives was nog niet in het Nederlands vertaald toen Gurnah in 2021 de Nobelprijs kreeg. De roman verscheen in 2023 onder de titel Hiernamaals in een vertaling van Lucie Schaap bij Meulenhoff.

## Structuur
De roman bestaat uit vijftien hoofdstukken, verdeeld over vier delen. Van de hoofdpersonages wordt Khalifa geïntroduceerd in het eerste hoofdstuk, Ilyas in het tweede en Hamza in het derde. Hamza's voorgeschiedenis wordt verteld in hoofdstuk drie, vijf en zeven. In het achtste hoofdstuk maakt Hamza kennis met Khalifa.

## Samenvatting
Khalifa, zoon van een moslim uit India en een Afrikaanse moeder, werkt in een kleine stad aan de Oost-Afrikaanse kust  als klerk voor de handelaar Amur Biashara. Het is de tijd waarin het Duitse Keizerrijk bloedige oorlogen voert tegen de inheemse volkeren in Duits-Oost-Afrika. In 1907, wanneer Khalifa eenendertig is, biedt Amur Biashara hem aan om te trouwen met de twintigjarige Asha, de dochter van zijn overleden zus. Khalifa gaat op het aanbod in, deels omdat hij meent dat hij het niet mag weigeren en deels omdat hij verlangt naar een echtgenote. Na enige tijd vertelt Asha aan Khalifa dat haar overleden vader schulden had bij Amur Biashara en dat het huis wat zij geërfd heeft aan hem toebehoort. Khalifa beseft dat Amur Biashara zijn nichtje aan hem heeft uitgehuwelijkt om een familieschandaal te voorkomen en om het huis in diens bezit te houden. Nadat Asha voor de derde keer een miskraam heeft gehad, besluit ze op aanraden van buren een traditionele genezer te raadplegen. Asha vindt dat Khalifa, die niet veel op heeft met religie, de adviezen van de genezer onvoldoende opvolgt en hierdoor ontstaat er een verwijdering tussen hen. Hun huwelijk blijft kinderloos. Wanneer Amur Biashara sterft komt het huis in handen van zijn zoon Nassor die een timmerwerkplaats is begonnen. 
Rond deze tijd raakt Khalifa bevriend met Ilyas, een man die op een grote sisalonderneming in de buurt is komen werken. Hij is als kind ongelukkig van huis weggelopen en ontvoerd door een askari, een Afrikaanse soldaat van de Schutztruppe, het Duitse koloniale leger, om als wapendrager te dienen.  Ilyas wordt uit deze situatie bevrijd door een Duitser die hem meeneemt naar een koffieplantage waar hij blijft werken. Hij bezoekt er de zendingsschool waar hij vertrouwd raakt met het christelijk geloof en de Duitse taal leert beheersen. Na negen jaar krijgt hij van de eigenaar van de plantage het aanbod om aan de kust als klerk te gaan werken bij de sisalonderneming van een familielid.

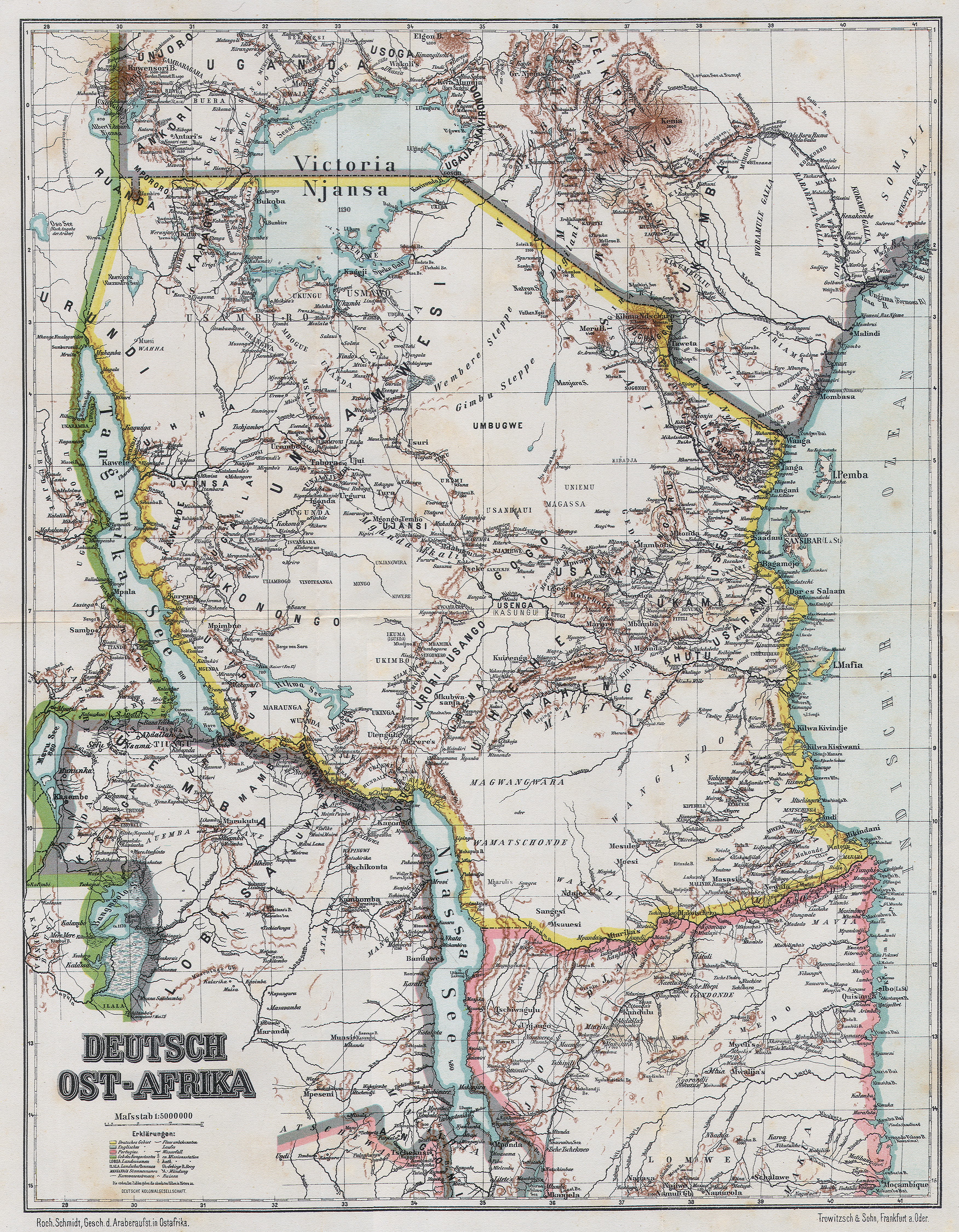
Kaart van Duits-Oost-Afrika uit 1892

Omdat de stad waar Ilyas nu woont niet ver gelegen is van zijn geboortedorp besluit hij het te gaan bezoeken. Zijn ouders zijn inmiddels overleden en hij blijkt nog een zusje te hebben, Afiya, die bij een familie woont die haar slecht behandelt. Ilyas neemt haar mee naar de stad waar ze leert lezen en schrijven. In de aanloop naar de Eerste Wereldoorlog besluit Ilyas vrijwillig dienst te nemen in de Schutztruppe. Khalifa is verbijsterd over deze beslissing, hoewel hij weet dat Ilyas’ bewondering voor de Duitsers en hun leger groot is. Ilyas brengt Afiya tegen haar zin terug bij de familie in hun geboortedorp. Khalifa zegt tegen haar dat ze hem een bericht mag sturen indien ze iets nodig heeft.  Aifya wordt na haar terugkeer nog slechter behandeld dan voorheen. Nadat ze tijdens een mishandeling blijvend letsel oploopt aan haar linkerhand, stuurt ze een bericht aan Khalifa die haar uit het dorp weghaalt en in huis opneemt. Na enige tijd mag zij hem helpen bij zijn werk in het kantoor van Nassor Biashara. Van Ilyas horen ze niets meer.
Na het uitbreken van de Eerste Wereldoorlog ontstaan er tekorten omdat de Duitsers allerlei producten confisqueren en de Britten een blokkade beginnen op zee. De bevolking weet zich aan te passen aan de nieuwe situatie, maar met de zaken van Nassor gaat het slecht. Hij besluit om hout in te gaan kopen omdat hij verwacht dat er na de oorlog veel herbouw zal gaan plaatsvinden. Hij draagt Khalifa op om het magazijn te beheren en deze begint zelf contacten aan te knopen om de blokkade te omzeilen en de onderneming door de oorlogstijd te loodsen. 

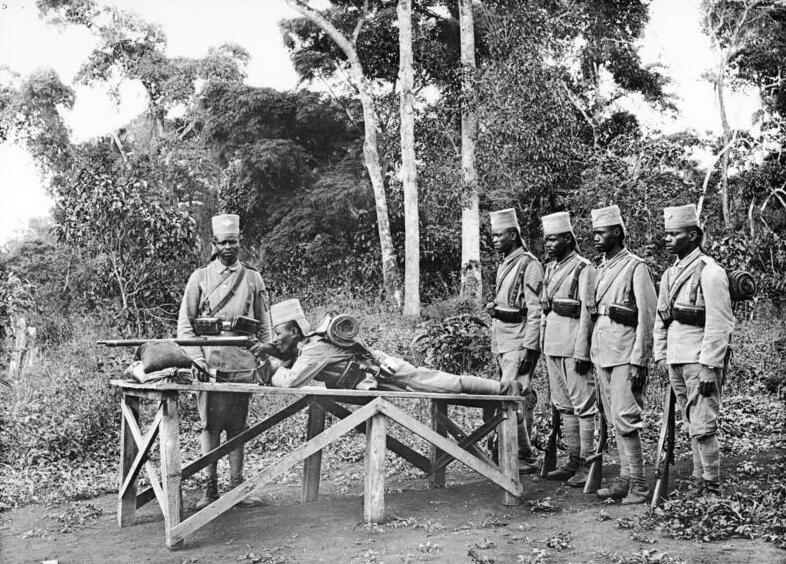
Askari's van de Schutztruppe tijdens een schietoefening

Na de Duitse nederlaag krijgt het Groot-Brittannië krachtens het Verdrag van Versailles de kolonie toegewezen die verder bestuurd zal worden als het mandaatgebied Tanganyika. Anders dan de Duitsers besturen de Britten het gebied niet door grof geweld te gebruiken. Er worden scholen en ziekenhuizen gesticht. De bevolking, moe van de vele jaren oorlog, hongersnood en ziekten, schikt zich in de nieuwe situatie. 
Op een dag verschijnt er een moeilijk lopende man bij de timmerwerkplaats van Nassor Biashara. Het is de vierentwintigjarige Hamza die in zijn jeugd in de stad heeft gewoond bij een handelaar aan wie zijn vader hem had meegegeven omdat hij schulden had. Hij herkent niet veel meer van vroeger  en is op zoek naar werk. Nassor neemt hem in dienst. Wat Hamza niet vertelt is dat hij om aan de handelaar te ontsnappen dienst heeft genomen bij de Schutztruppe waar hij qua karakter eigenlijk niet op zijn plaats is. Hij komt er in de gunst van een Duitse officier die zich seksueel aangetrokken tot hem voelt, hetgeen de spot opwekt van de andere rekruten. De officier leeft in de veronderstelling dat Duitsland een beschavingsmissie aan het volbrengen is in Afrika en schept er genoegen in om Hamza de Duitse taal bij te brengen. Hij houdt hem voor dat hij in de toekomst wellicht de poëzie van Friedrich Schiller zou kunnen lezen. De officier begluurt en betast hem echter ook en soms slaat zijn stemming om in agressie: een voorbeeld in het klein van de tegenstrijdige houding die het kolonialisme in Duits-Oost Afrika kenmerkt. 
Wanneer de Eerste Wereldoorlog uitbreekt raakt Hamza met de Schutztruppe betrokken bij gevechten tegen de troepen uit het aangrenzende Brits Oost-Afrika.  De regio wordt het toneel van bloedige veldslagen, plunderingen, ziekten en hongersnood. Hamza is er de persoon niet naar om geweld te gebruiken en probeert voor zover dit gaat het ergste te ontwijken.  Als in de loop van de oorlog de situatie van de Schutztruppe verslechtert raakt Hamza door een woedende klap van een andere Duitse militair gewond aan zijn heup. De officier zorgt ervoor dat Hamza wordt overgebracht naar een zendingspost die gedreven wordt door een Duitse dominee en diens vrouw en waar hij met de Schutztruppe al eens eerder is geweest. De officier die hem Duits leerde komt hem bezoeken en laat doorschemeren niet meer te geloven in de Duitse beschavingsmissie. Hij laat een Musenalmanach van Schiller voor hem achter. De dominee neemt dit boek aanvankelijk in beslag omdat hij het te waardevol vindt voor een Afrikaan. Zijn vrouw weet hem er echter van te overtuigen dat hij het boek moet teruggeven.
Op een ochtend krijgt Hamza te horen dat de oorlog voorbij is.  Hij herstelt langzaam en begint kleine werkzaamheden uit te voeren op de zendingspost. Vooral het repareren van meubels gaat hem goed af. Hij blijft meer dan twee jaar tot de dominee terugkeert naar Duitsland. Bij hun afscheid krijgt hij van de vrouw van de dominee een exemplaar van Zur Geschichte der Religion und Philosophie in Deutschland van Heinrich Heine mee. Hij probeert nog vergeefs om zijn ouders terug te vinden en keert uiteindelijk terug naar de stad waar hij als kind bij de handelaar woonde. De herinneringen aan de oorlog bezorgen hem geregeld spanningen, maar hij vindt onder andere rust door het regelmatig bezoeken van de moskee.

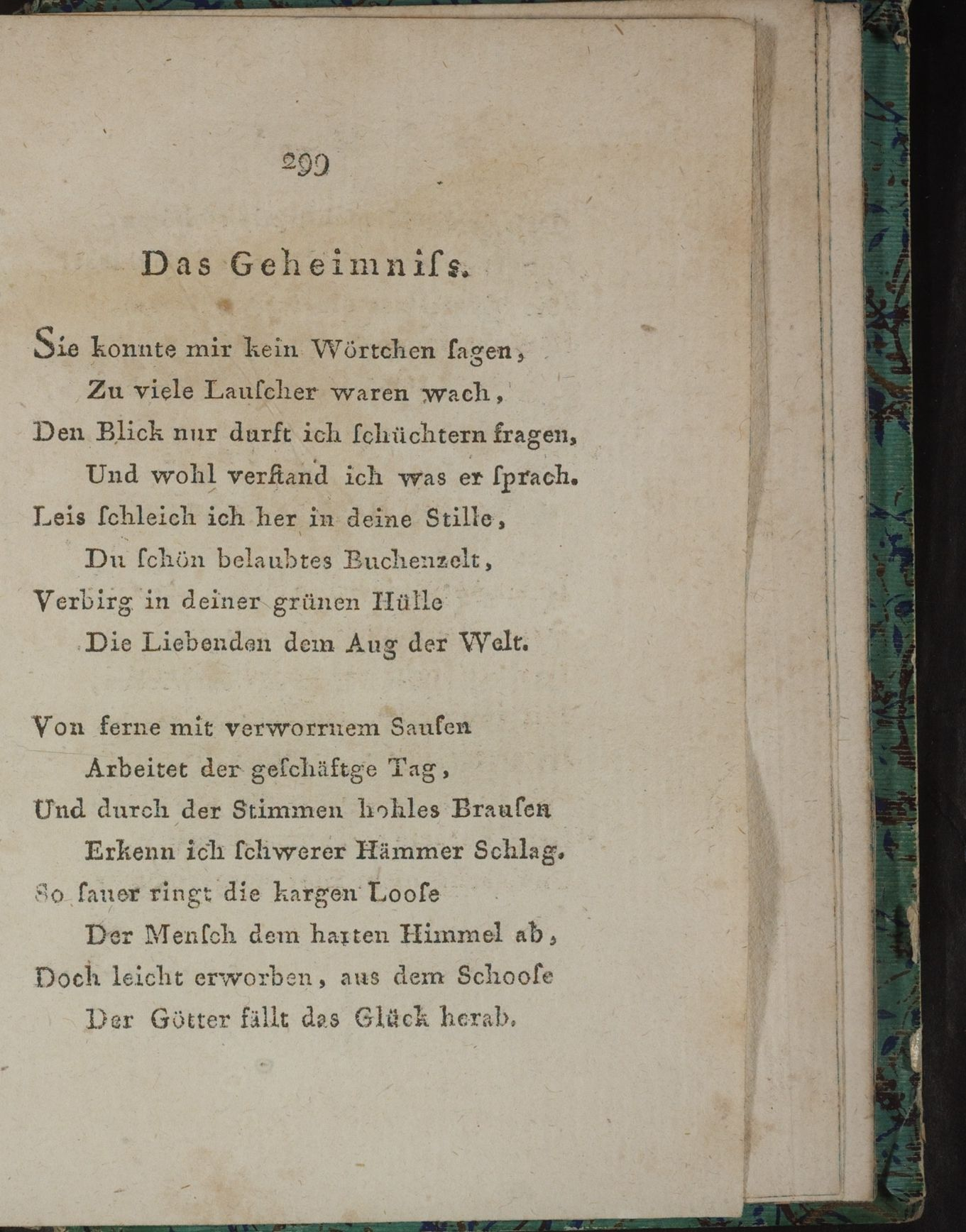
Begin van Das Geheimnis uit Friedrich Schillers Musenalmanach für das Jahr 1798

Omdat Hamza geen onderdak heeft biedt Khalifa hem aan om enkele dagen in een leegstaande winkelruimte bij zijn huis te verblijven, dit alles zeer tegen de zin van zijn vrouw.  Asha is toch al prikkelbaar omdat ze Khalifa er ten onrechte van verdenkt dat hij Afiya, die inmiddels volwassen is, als bijvrouw wil nemen.  Afiya heeft eerder van twee mannen een huwelijksaanzoek gekregen, maar beide keren geweigerd. Hamza begrijpt aanvankelijk niet welke rol Afiya speelt in het huishouden, maar krijgt dat later te horen van Khalifa.  Afiya raakt verliefd op Hamza en door haar een vertaling in Swahili van de eerste vier regels van het gedicht Das Geheimnis van Schiller te geven weet ze dat de liefde wederzijds is. Hamza vertelt haar dat hij gediend heeft in de Schutztruppe en hoe hij aan zijn pijnlijke heup is gekomen. Hamza wil trouwen met Afiya. Omdat Khalifa zich verantwoordelijk voelt voor Afiya wil hij meer weten over Hamza’s achtergrond. Hamza vertelt hem wat hij heeft meegemaakt en Khalifa stemt in met het huwelijk en Hamza verhuist naar de kamer van Afiya. Hamza is gelukkig, maar hij en Afiya blijven een gespannen verhouding hebben met Asha. 
Vijf maanden na de bruiloft raakt Afiya in verwachting, maar de zwangerschap eindigt in een miskraam.  Na enkele maanden wordt ze opnieuw zwanger. Rond deze tijd begint Asha last te krijgen van pijn in haar rug. Khalifa stelt voor dat ze naar het ziekenhuis gaat, maar Asha wil daar niets van weten. Haar eetlust neemt af, ze begint af te vallen en ze kan op een gegeven moment het bed niet meer verlaten. Ze staat toe dat een traditionele genezeres haar bezoekt, maar de voorgeschreven middelen slaan niet aan. Khalifa laat een arts komen die in het ziekenhuis röntgenfoto's van Asha laat maken.  Hij stelt vast dat ze een behandelbare infectie heeft en twee ongeneeslijke tumoren en nog maar enkele maanden heeft te leven. Ze overlijdt op vrijwel hetzelfde moment als waarop Afiya bevalt van een zoontje dat ze vernoemt naar haar broer Ilyas.  Afiya houdt er nog altijd rekening mee dat hij zal terugkeren. Hamza vraagt zich later wel eens af of het verstandig is geweest om hun zoontje naar Afiya’s broer te vernoemen omdat diens afwezigheid haar droevig maakt. Hij doet wel eens navraag, maar tijdens de oorlog waren er zoveel anonieme doden dat het onmogelijk is om informatie over Ilyas te vinden.

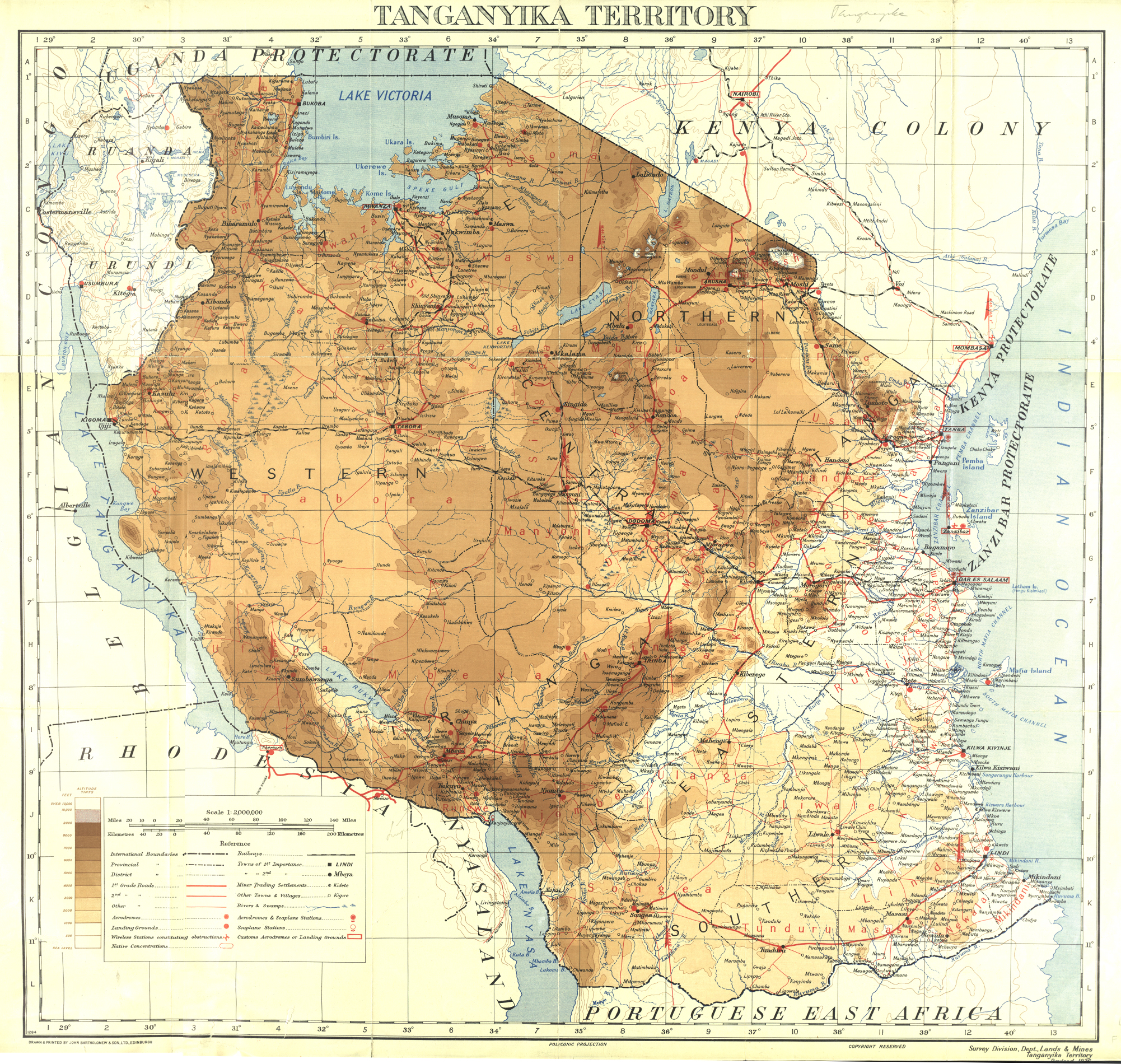
Kaart van Tanganyika uit 1936

Khalifa stelt voor om de kamers in het huis anders te verdelen nu Hamza en Afiya een kindje hebben. Nassor Biashara heeft besloten om een tweede werkplaats te beginnen en hij vraag Hamza om deze te gaan leiden. Hamza en Afiya willen de kleine Ilyas graag een broertje of zusje bezorgen. Afiya raakt nog twee keer in verwachting, maar beide keren eindigt de zwangerschap in een miskraam.  Er wordt een kraamkliniek geopend in de buurt waar men jonge moeders zoekt die kunnen assisteren en Afiya besluit om zich aan te melden. Tegen de tijd dat Ilyas vijf jaar is begint Khalifa hem als voorbereiding op school al te leren lezen en schrijven.  
Als Ilyas elf jaar is gaat hij merkwaardig gedrag vertonen: hij praat hardop tegen zichzelf, ook wanneer hij buitenshuis is en lange wandelingen maakt. Hamza denkt aanvankelijk dat Ilyas gedichten opzegt die hij op school uit het hoofd heeft moeten leren. Mensen in de buurt beginnen erover te praten. Nadat Ilyas ’s nachts aanvallen begint te krijgen waarin hij met een stem die op een vrouwenstem lijkt roept om zijn verdwenen oom besluit Afiya ten einde raad om een traditionele genezingsceremonie in huis te laten uitvoeren. Hamza heeft er grote bedenkingen bij en vermoed dat de oorzaak van Ilyas’ toestand te maken heeft met Afiya’s gemis van haar broer. In het boek van Heinrich Heine dat hij van de domineesvrouw heeft gekregen staat haar adres in Duitsland en hij besluit om haar een brief te schrijven en te vragen of zij weet hoe hij kan uitzoeken wat er met zijn zwager is gebeurd. Na de genezingsceremonie en het begin van een nieuw schooljaar waarin Ilyas plezier krijgt in het schrijven van verhalen verbetert zijn toestand.  
In maart 1939 verschijnt er plotseling een politieman die Hamza sommeert om mee komen naar het bureau. Daar wordt hij ondervraagd door een Britse politieman die wil weten waarom er een brief voor Hamza uit Duitsland is aangekomen. Het blijkt een brief van de vrouw van de dominee te zijn. Hij verklaart waarom hij haar heeft geschreven. De politieman geeft hem de brief maar zegt hem ook dat vanwege de gespannen verhoudingen met Nazi-Duitsland toekomstige brieven zullen worden achtergehouden en onderzocht. Zijn adres zal in de gaten worden gehouden.Thuis leest hij de brief met Afiya en vernemen ze dat Ilyas in Duitsland een aanvraag voor een pensioen en een onderscheiding heeft gedaan.  Hamza stuurt een bedankbrief terug maar ontvangt nooit antwoord, waarschijnlijk omdat brieven uit Duitsland worden tegengehouden.  Een half jaar later breekt de Tweede Wereldoorlog uit. In 1942 overlijdt Khalifa op achtenzestigjarige leeftijd.

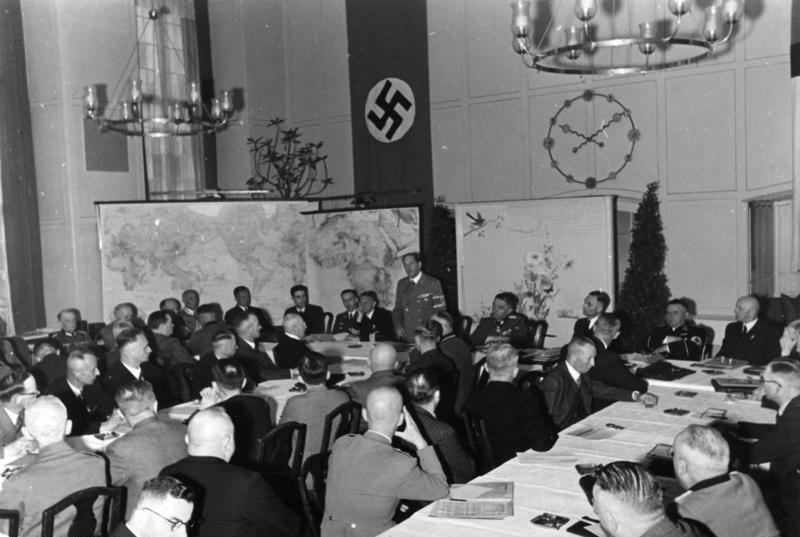
Bijeenkomst in München van de Reichskolonialbund in 1942

Aan het eind van het jaar neemt Hamza’s zoon dienst in het Britse koloniale leger. Daardoor krijgt hij na de oorlog de gelegenheid om opgeleid te worden tot onderwijzer in Dar es Salaam waar hij ook werk vindt. Hij schrijft nog steeds verhalen die hij soms in kranten gepubliceerd weet te krijgen.  Hij wordt gevraagd om zijn verhalen voor te lezen voor de radio en wordt vaste medewerker. In 1963, twee jaar na de onafhankelijkheid van Tanzania, krijgt Ilyas een beurs om een jaar in West-Duitsland meer te leren over het radiovak. Een van de voorwaarden is dat hij een journalistiek onderzoeksproject moet uitvoeren. Als onderwerp kiest hij ervoor om uit te zoeken wat er gebeurd is met zijn oom Ilyas. Hij leert dat er in Duitsland na de Eerste Wereldoorlog een herkoloniseringsbeweging is geweest die tijdens het Derde Rijk werd omgevormd tot de Reichskolonialbund. In een archief vindt hij een foto uit 1938 van een bijeenkomst van deze organisatie waarop een Afrikaanse man te zien is die een uniform van de Schutztruppe draagt. Hij stuurt een kopie naar Afiya en ze bevestigt dat het gaat om haar broer. 
Ilyas rondt zijn project in Duitsland af en vertelt, wanneer hij weer terug is in Tanzania, aan zijn ouders wat er met zijn oom is gebeurd. Deze bleek in 1917 gewond te zijn geraakt en krijgsgevangenen te zijn gemaakt. Na de oorlog werd hij vrijgelaten en werkte hij onder andere op schepen. In 1929 woonde hij in Duitsland waar hij een Duitse naam aannam en optrad als zanger. In 1933 trouwde hij met een Duitse vrouw en werd later actief voor de Reichskolonialbund. In 1938 had hij een buitenechtelijke verhouding met een Duitse vrouw en werd hij op beschuldiging van zogenaamde rassenschande naar het concentratiekamp Sachsenhausen gestuurd. Zijn zoon ging vrijwillig met hem mee. Allebei zouden ze nooit uit het kamp terugkeren.

## Trivia
- Het personage Ilyas is losjes gebaseerd op Bayume Mohamed Husen.[1]